# 情陷夜中環
《情陷夜中環》是香港亞洲電視本港台時裝劇集，於2005年11月28日首播，共30集，監製鄭偉文，製作人王晶。
此劇是以香港的保險業為背景，謝賢飾演保險界鉅子，講述保險界從業員為名利向上爬與勾心鬥角的一面。
劇集中出現以性行為換取保單的劇情，所以引起了保險從業員的不滿，認為劇情侮蔑保險業並會影響保險界的形象。2005年12月21日，香港人壽保險從業員協會和香港立法會代表保險界的功能組別議員陳智思到影視及娛樂事務處投訴劇集。翌日，亞洲電視召開記者會向保險界道歉，並將日後涉及假保單的劇情刪剪，和於劇集播完後顯示聲明和播放關於保險界工作的片段。
2007年4月12日，亞洲電視本港台（美洲版）在加拿大的羅渣士有線電視網（Rogers Cable Communications Inc.）上架，《情陷夜中環》是該頻道在加拿大播放的第一部劇集。此劇於2013年5月27日起在歲月留聲作重播。

## 故事大綱
保險業鉅子程萬豪（謝賢）名下的MIG集團，雄霸保險業多年。除一子一女外，他與情人沈青（呂有慧）生下一私生女沈思晨（葉璇）。
命運作弄，萬豪的私生女思晨竟加入了MIG，起初被編入身為萬豪情婦余紫珊（張文慈）一組。她認識了關卓雄（林韋辰）一組的韓志堅（黃浩然），二人互相傾慕，擦出愛火。此時，萬豪的大兒子程樂天（竇智孔）從美國回來，對思晨一見鍾情。志堅不想跟太子爺爭，忍痛退出。思晨與樂天熱戀，豈料得知二人是同父異母兄妹，黯然分手。
志堅為了向上爬，娶了太子女程樂兒（谷祖琳），憑藉萬豪女婿之利，奪取了MIG的控制權。志堅野心極大，用不法手段接保單，並嫁禍好拍檔畢成輝（張嘉倫）；樂天發現了，志堅竟殺人滅口。萬豪要為兒子報仇，卻反被志堅所害，弄致中風癱瘓。這時志堅在MIG更要風得風，要雨得雨。此時，思晨終於認萬豪作父親，悉心照顧他，並誓言要從志堅手中奪回MIG。她不惜忍辱負重，寧被母親、樂兒和她心中所愛的卓雄誤會，也接近志堅，兩個曾墮愛河的男女，展開了一場激烈的鬥爭……

## 演員表

### 程家
| 演員           | 角色   | 關係/暱稱 |
| 袁文傑（青年） | 程萬豪 | “萬豪保險”MIG 主席 文雪凝之夫 余紫珊之情夫 沈青之舊情人 沈思晨、程樂兒、程樂天之父 韓志堅之岳父兼天敵 於第23集中風，後康復 |
| 謝 賢          | 程萬豪 | “萬豪保險”MIG 主席 文雪凝之夫 余紫珊之情夫 沈青之舊情人 沈思晨、程樂兒、程樂天之父 韓志堅之岳父兼天敵 於第23集中風，後康復 |
| 黃慧敏（青年） | 文雪凝 | 程萬豪之妻 程樂天、程樂兒之母 於第23集被韓志堅錯手殺害 |
| 鮑起靜         | 文雪凝 | 程萬豪之妻 程樂天、程樂兒之母 於第23集被韓志堅錯手殺害 |
| 竇智孔         | 程樂天 | Chris “萬豪保險”副主席 程萬豪、文雪凝之長子 程樂兒之兄 韩志坚之大舅 沈思晨同父异母之兄兼前男友 于第17集因得知韓志堅偽造保單而被其殺害 |
| 葉 璇          | 沈思晨 | Season “萬豪保險”職員 曾經是見習律師 程萬豪、沈青之私生女 程樂天同父異母之妹兼前女友 程樂兒同父異母之姊兼天敵 沈慕晨同母異父之妹 韓志堅之情婦 余紫珊之天敵 Selina之徒 於第7集與韓志堅有一夜情并懷有身孕 於第11集不幸流產 於第30集被韓志堅刺至重伤，险丧命 |
| 谷祖琳         | 程樂兒 | Rachel “萬豪保險”行政總裁 程萬豪、文雪凝之次女 程樂天之妹 沈思晨同父異母之妹兼天敵 韓志堅之妻，實被其欺騙感情，於第29集離婚 因目擊韓志堅與沈思晨偷情導致患有抑鬱症                                                                                        |

### 沈家
| 演員           | 角色   | 關係/暱稱                                                                          |
| 吳亭欣（青年） | 沈 青  | 程萬豪之舊情人 沈思晨、沈慕晨之母                                                  |
| 吕有慧         | 沈 青  | 程萬豪之舊情人 沈思晨、沈慕晨之母                                                  |
| 梁敏儀         | 沈慕晨 | Gigi 仇力、沈青之長女 沈思晨同母異父之姐 於第25集因錯手殺死仇力而入獄 於第30集出獄 |
| 葉 璇          | 沈思晨 | Season 程萬豪、沈青之女 沈慕晨同母異父之妹 參見程家                                |

### 萬豪保險 （MIG）
| 演員   | 角色   | 關係/暱稱 |
| 謝 賢  | 程萬豪 | “萬豪保險”董事長 參見程家 |
| 竇智孔 | 程樂天 | Chris “萬豪保險”副主席 于第17集被韓志堅殺害 參見程家 |
| 谷祖琳 | 程樂兒 | Rachel “萬豪保險”行政總裁 參見程家 |
| 林韋辰 | 關卓雄 | Charles 沈思晨之前男友 程樂天之情敌 韓志堅之情敵兼天敵 Selina 之夫 |
| 葉 璇  | 沈思晨 | Season “萬豪保險”代表律師 參見程家 參見沈家 |
| 黃浩然 | 韓志堅 | Johnny “萬豪保險”職員 程萬豪之女婿兼天敵 程樂兒之夫，實欺騙其感情，於第29集離婚 沈思晨之情夫 程樂天之天敵兼情敵 關卓雄之情敵 殺害程樂天、文雪凝、Lucy，並間接害死余子維 於第30集被余紫珊刺傷導致全身癱瘓 |
| 張文慈 | 余紫珊 | Queenie “萬豪保險”職員 程萬豪情婦 子維之姐 沈思晨之天敵 於第21集因涉嫌商業詐騙而被判入獄三年 於第30集逃獄并刺傷韓志堅使其全身癱瘓，后再度被警方拘捕                                                    |
| 張啟樂 | 畢成輝 | 失敗輝 “萬豪保險”職員 韓志堅之好友，實被其陷害 Barbie 之男友 |
| 李思蓓 | Barbie | “萬豪保險”職員 畢成輝之女友 |
| 董南菲 | 曾佩華 | Susan “萬豪保險”職員 |

### 其他演員
| 演員   | 角色   | 關係/暱稱                                     |
| 珈 潁  | Selina | 律师 關卓雄之妻 沈思晨之師傅 K.M戴的專用律師  |
| 黄子雄 | K.M.戴 | 富商                                          |
| 羅 蘭  | Lucy   | Lucy姐 韓志堅之外婆 於第26集被韓志堅錯手殺害  |
| 鄭恕峰 | 仇 力  | 沈青前夫 沈慕晨親父 於第25集被沈慕晨錯手殺害  |
| 李可瑩 | Mini   |                                               |
| 葉婷芝 | Mable  |                                               |
| 何彥樺 | Candy  | “萬豪保險”職員 余紫珊下屬 於第1集跳樓自殺身亡 |
| 杜秋霞 | Betty  |                                               |
| 成淑嫻 | Jenny  |                                               |
| 吳永金 | 職 員  |                                               |
| 楊維理 | 職 員  |                                               |
| 陳麗雲 | 寬 姐  |                                               |
| 張 雷  | 曾SIR  |                                               |
| 江 圖  | 馬 總  |                                               |
| 甄思羽 | Terry  |                                               |
| 蔡國威 | 亞 生  |                                               |
| 曾耀明 | 肥 雄  |                                               |
| 林子博 | 袁公子 |                                               |
| 關 鍵  | 袁白韜 |                                               |
| 吳 霆  | Lucus  |                                               |
| 阮民俊 | 護理員 |                                               |
| 麥偉添 | 黑仔詹 |                                               |
| 黃素歡 | 周姑娘 |                                               |

## 軼事
- 本劇為葉璇首度拍攝的亞視劇集，更與其在無綫電視的告別作《本草藥王》同日首播，雖然她於兩劇均為第一女主角，但兩者的播映時段並沒有牴觸，故可以看到其出現在兩個免費電視台的演出。
- 黃浩然於本劇飾演的反派韓志堅，跟後來他於TVB拍攝的《名門暗戰》反派鍾曉陽一樣，下場也是遭仇家刺殺。他在本劇遭張文慈伏擊而半身不遂，在《名門暗戰》卻命喪於曹永廉手上。

## 收視
以下為該劇於亞洲電視首播之收視紀錄（2005年11月28日-2006年1月6日)星期一至五：
| 週次 | 日期                    | 平均收視 | 最高收視 |
| 1    | 2005年11月28日-12月2日  | 8點      |          |
| 2    | 2005年12月5日-12月9日   | 8點      |          |
| 3    | 2005年12月12日-12月16日 | 8點      |          |
| 4    | 2005年12月19日-12月23日 | 8點      |          |
| 5    | 2005年12月26日-12月30日 | 10點     |          |
| 6    | 2006年1月2日-1月6日     | 11點     | 14點     |

全剧平均9点，最高14点

## 外部連結
- 情陷夜中環網頁

1. ↑  . 香港蘋果日報. 2005-11-29  [2018-12-12]. （原始内容存档于2019-06-10）.
2. ↑  Irene. . 星島日報. 2005-12-06: D06 （中文（香港））.
3. ↑  游艾維. . 星島日報. 2005-12-13: D03 （中文（香港））.
4. ↑  . 頭條日報. 2005-12-20: 24 （中文（香港））.
5. ↑  Irene. . 星島日報. 2005-12-29: D04 （中文（香港））.
6. ↑  . 香港大公報. 2006-01-04: C01 （中文（香港））.